# Aqeel
Glen Anthony Henry es un MC y cantante nacido en Los Ángeles, California, afincado en Madrid.

## Biografía
Nacido en Los Ángeles, California, AQEEL (Anthony) produce, compone y canta desde hace una década.
En 1998 Erikah Badu se une a él para preparar una demo donde ella hacía las producciones y Aqeel escribía los temas, pero no se llegó a realizar al no tener en ese momento la preparación adecuada. Esta experiencia le hizo “ponerse las pilas”… Pasado un tiempo comienza a colaborar con Dr.Dre en distintos proyectos, realizando coros y acompañamientos vocales en el álbum “Chronic 2001”.
En 1999 viaja a España para cantar en un show y decide quedarse. Se establece en Palma de Mallorca y comienza a colaborar en distintos proyectos. En 2001 comienza a colaborar estrechamente con Samy Deluxe y con K. C. Da Rookee, con quienes realizó además la gira FIRE TOUR.
En 2001 Aqeel se muda a Madrid, y colabora con La Excepción, Jotamayúscula, Haze, Mala Rodríguez…
En 2005 publicó un maxi y un LP con producciones de Griffi, Jotamayúscula, Dano, Quiroga, llamado Beats & Voices… Tras giras con Chacho Brodas saca un nuevo LP con la discográfica Del Palo, llamado "Inside the Mind of an Afro-American Angel" en 2008, sin colaboraciones vocales, al igual que sus otros discos. Sigue sus proyectos con Griffi (el ya citado Chacho Brodas y Pai Mei, junto a Griffi y Anqui), mientras en Madrid trabaja con el músico Carlo Coupé, con éste como productor y Aqeel como vocalista, en el álbum de soul/funk Relax & Love, que publica en 2008 bajo el nombre de Glen Anthony Henry (nombre real de Aqeel). En 2011 comienzan sus colaboraciones con The Zombie Kids, cuya formación integra en conciertos del mismo modo en ese mismo año compone las letras del tema "Destiny" con Systemfunk para Laudest Records.
En mayo de 2012 lanza un nuevo videoclip con The Zombie Kids titulado Live Forever 2012.

## Discografía
| Tipo          | Título                                    | Año  | Situación                               | Copias vendidas | Discográfica / Sello |
| ------------- | ----------------------------------------- | ---- | --------------------------------------- | --------------- | -------------------- |
| LP            | Beats & Voices                            | 2005 | En solitario.                           |                 | Otra Zona            |
| Maxi sencillo | Déjame                                    | 2005 | En solitario                            |                 | Otra Zona            |
| LP            | Inside the Mind of an Afro-American Angel | 2008 | En solitario.                           |                 | Del Palo             |
| LP            | Relax & Love                              | 2008 | En solitario (como Glen Anthony Henry). |                 | Funkorama            |
| Maxi sencillo | Rock Hard                                 | 2009 | En solitario.                           |                 | Del Palo             |

## Colaboraciones
- Guateque All Stars "Guateque All Stars" (2002)
- VV.AA. "Laboratorio Hip Hop CD2" (2003)
- Mala Rodríguez "Alevosía" (2003)
- Meko & Krazé "Ak 47" (2003)
- La Excepción "¡Cata Cheli!" (2003)
- VKR "Entrenaos" (2004)
- Jotamayúscula "Una Vida Xtra" (2004)
- Haze (MC) "Injusticia" (2004)
- VV.AA. "Más que Hip Hop" (2005)
- Sólo los Solo "Toda el Mundo lo Sabe" (2005)
- Quiroga "Historias de Q" (2006)
- Jotamayúscula "Camaleón" (2006)
- Acqua Toffana "La Mixtape" (2007)
- Dano "Cierra los Ojos" (2007)
- Primer Dan "Mal Clima" (2007)
- Chacho Brodas "Los Impresentables" (2007)
- Quilate "Alma Libre" (2008)
- VV.AA. "Ama La Música" (2009)
- Boe Focus "Lasting" (2009)
- Blackjoy "Erotis" (2010)
- Nach "Tributo a Pau Gasol" (2011)
- Elio Toffana "Caballito de Mar" (2011)
- Zombie Kids "Face" (2011)
- SystemFunk "Destiny" (2011)
- Mandy Santos (M-AND-Y) "Midnight" (2011)
- The Zombie Kids "Live Forever" (2012)